# Pierre Selderslagh
Pierre Joseph Louis Selderslagh (* 14. November 1872 in Brüssel; † 23. Januar 1955 in Ixelles) war ein belgischer Fechter.
Er nahm im Jahr 1900 an den Olympischen Sommerspielen im Florett für Fechtmeister teil. Dort konnte er nach ausreichenden Leistungen in den ersten  beiden Runden das Halbfinale erreichen, in dem er dann mit 3:4 Siegen ausschied. Im Endergebnis belegte er den 10. Rang.